# Felice Le Monnier
Felice Le Monnier (Verdun, 1º dicembre 1806 – Firenze, 27 giugno 1884) è stato un editore italiano.

## Biografia
Nato in Francia da Jean Le Monnier e Jeanne Michaud, in omaggio alla tradizione familiare venne avviato alla carriera militare, la cui rigida disciplina però male si conciliava col suo carattere libero e indipendente. Fuggito dal prestigioso Collegio Enrico IV di Parigi, il giovane ne fu espulso.
Il padre, per punizione e per avviarlo a una professione, lo affidò a un amico di famiglia che dirigeva una stamperia a Parigi. Costretto a diventare tipografo "per castigo", Felice Le Monnier scoprì, quasi per caso, la propria vocazione. In breve tempo si impadronì di tutti i segreti del mestiere e in pochi anni divenne prototipografo.
La rivoluzione del luglio 1830 lo coinvolse direttamente. Le “quattro ordinanze” del ministro Polignac, sospendendo la libertà di stampa, provocarono l'immediata reazione di tipografi ed editori, che scatenarono violenti scontri di piazza. Le Monnier vi partecipò attivamente, assieme agli altri operai della tipografia. La rivolta portò alla caduta di re Carlo X e alla fine della dinastia borbonica.
I fatti del 1830 spinsero Le Monnier a realizzare un sogno accarezzato da tempo: lasciare Parigi e cercare fortuna in un altro luogo dove mettere a frutto la propria professionalità. Le Monnier, educato agli ideali romantici, pensava alla Grecia, la cui lotta per l'indipendenza, vinta da pochissimi anni, aveva acceso la fantasia di tutta l'Europa. Partito da Parigi nel 1831, il giovane si fermò a Firenze: doveva essere solo una tappa del viaggio, diventò invece la sua nuova patria.

### Il trasferimento a Firenze
Nella capitale del Granducato di Toscana, Le Monnier non ebbe difficoltà a trovare lavoro ed entrò nella tipografia di Davide Passigli e Borghi come prototipografo (1831).
Nel 1837 fondò insieme a Borghi la «Felice Le Monnier e C.»: è l'origine della storica casa editrice Le Monnier, ancora oggi attiva nell'ambito del gruppo editoriale Mondadori. Per i primi anni la nuova impresa lavorò come semplice tipografia, ma Le Monnier, che nel 1840 aveva raggiunto la piena proprietà di tutta l'azienda, coltivava un progetto ambizioso: diventare editore. Fu così che nel 1841 venne pubblicato il primo libro voluto, scelto e promosso da Felice: i Discorsi sulle storie italiane del canonico Giuseppe Borghi.
Nei decenni successivi, Le Monnier, pur non interrompendo mai l'attività di stampatore per conto terzi (prassi, tra l'altro, comune a tutti gli editori italiani del XIX secolo), costruì una delle realtà editoriali più solide e prestigiose d'Italia, sempre coerentemente guidata da una precisa e moderna filosofia, al contempo commerciale e culturale. Le Monnier si rivolgeva al nuovo vasto pubblico dei ceti medi, alla nuova borghesia emergente, unitaria e patriottica. Le sue scelte seguivano il disegno, chiaro sin dall'inizio, di pubblicare opere che soddisfacessero, come egli stesso affermò, «il concetto politico e il criterio letterario. Il francese Le Monnier si candidò quindi a diventare l'interprete dei sentimenti risorgimentali dell'Italia moderata.

### La «Biblioteca Nazionale»
Il primo grande successo commerciale, Arnaldo da Brescia di Giovan Battista Niccolini (1843), era perfettamente in linea con queste premesse, e non mancò di attirare l'attenzione della censura granducale. Il dramma di Niccolini inaugura la “Biblioteca Nazionale”, prestigiosissima collana dalla celebre copertina rosa che divenne in breve lo strumento della politica culturale di Le Monnier e la fonte dei suoi maggiori successi commerciali.
La collana ospitava classici della storia della letteratura italiana (Dante, Machiavelli, Petrarca), sempre curati e introdotti dai massimi specialisti; imprese mai tentate prima come la pubblicazione dell'opera completa di nuovi classici come Leopardi (a cura di Antonio Ranieri) e Foscolo; gli scritti dei contemporanei più impegnati nella battaglia risorgimentale (Guerrazzi, D'Azeglio, Balbo, Gioberti, Amari). Si trattava di un contenitore flessibile, capace di accogliere trattati politici, romanzi, libri filosofici, in ogni caso opere capaci di coniugare qualità artistica e valore patriottico.
La Biblioteca Nazionale non esauriva l'attività editoriale di Le Monnier, che stampava periodici e quotidiani, sia per conto terzi (La Patria), sia in proprio (La Gazzetta del popolo, con un programma indipendentista, unitario, monarchico). Intuizioni fortunatissime e destinate a svilupparsi nel futuro del marchio editoriale Le Monnier, sino ai giorni nostri, furono la pubblicazione di dizionari (a partire dal Vocabolario della lingua italiana di Pietro Fanfani del 1855) e di libri scolastici (dal 1856).

### Il caso deiPromessi Sposi
Felice Le Monnier fu anche protagonista "eccellente" della diffusa violazione del diritto d'autore; nel 1845 ripubblicò I promessi sposi nell'edizione di Passigli del 1832, senza l'autorizzazione di Alessandro Manzoni (che nel frattempo aveva pubblicato l'edizione definitiva). Da questo episodio nacque una lunga causa che si concluse solo nel 1864, con la piena vittoria di Manzoni. Le Monnier, che si era difeso invocando la non retroattività della Convenzione austro-sarda a favore del diritto d'autore del 1840, fu condannato a un risarcimento di 34.000 lire.
Oltre a questo episodio famoso, che attirò l'attenzione di importanti giuristi, Le Monnier, seguendo un'abitudine molto diffusa all'epoca specialmente tra i piccoli editori, stampò edizioni pirata di altre opere, tra cui Margherita Pusterla di Cesare Cantù e Marco Visconti di Tommaso Grossi.

### La cessione dell'azienda e la morte
Nel 1865 Felice Le Monnier, deluso dal nuovo clima dell'Italia unita, che riteneva dominata da politicanti e lontana dagli ideali che avevano guidato le lotte risorgimentali, e incominciando a sentire il peso dell'età, cedette la proprietà dell'azienda a una società di capitali («Società Successori Le Monnier»), formata da notabili fiorentini e toscani e presieduta da Bettino Ricasoli, che impresse alla casa editrice una linea editoriale culturalmente meno definita. L'ultimo libro stampato sotto la direzione del fondatore fu Le confessioni di un ottuagenario di Ippolito Nievo (1867).
Felice Le Monnier, che mantenne la carica di direttore fino al 1879, si spense a Firenze il 27 giugno 1884.
Fu sepolto nel Cimitero delle Porte Sante in Firenze.

## Lettere e carteggi
- Giuseppe Giusti, Nove lettere inedite di Giuseppe Giusti a Felice Le Monnier, Firenze, Tip. G. Carnesecchi e f.i., 18..;
- Nino Cortese, Giannina Milli e l'edizione delle sue poesie nella «Biblioteca Nazionale» di Felice Le Monnier (Lettere inedite), in Rivista abruzzese di scienze lettere ed arti, 1914, p. 505 e segg;
- Le Monnier - Giordani, I primordi della Biblioteca Nazionale di Felice Le Monnier in LX lettere a Lui, a cura di I. Del Lungo. Firenze, Le Monnier 1916.